# Brittiska imperiespelen 1934
Brittiska imperiespelen 1934 (engelska: 1934 British Empire Games)  hölls i London i England i Storbritannien 4 till 11 augusti 1934 och var de andra Brittiska imperiespelen. Under spelen tävlade 17 länder i sex olika sporter.

## Deltagande länder

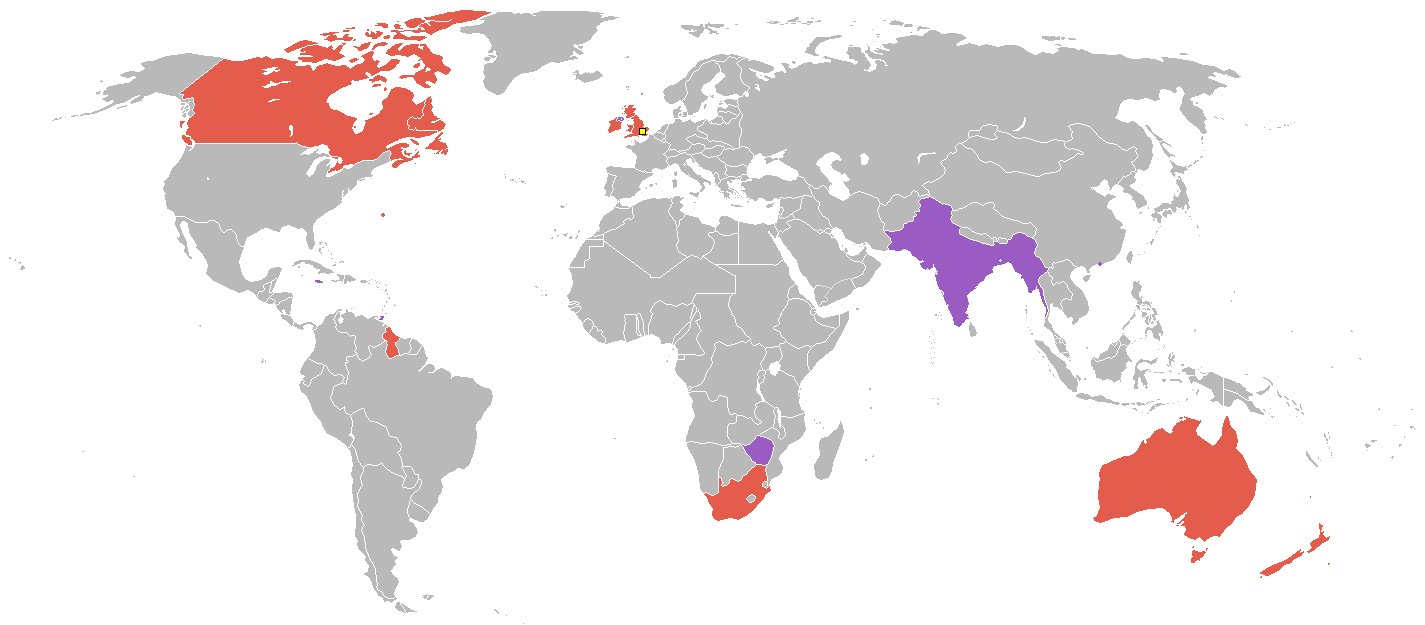
Deltagande länder, debutanter i lila.

Vid spelen 1930 hade elva länder deltagit. Dessa utökades till 17 länder 1934 då Hongkong, Indien, Sydrhodesia och Trinidad och Tobago gjorde entré. Irland, som 1930 haft ett gemensamt lag, representerades nu av Nordirland och Irländska fristaten.

- Australien
- Bermuda
- Brittiska Guyana
- England
- Hongkong
- Indien
- Irländska fristaten
- Jamaica
- Kanada
- Newfoundland
- Nordirland
- Nya Zeeland
- Skottland
- Sydafrika
- Sydrhodesia
- Trinidad och Tobago
- Wales

## Medaljliga
| Nr | Nation           | Guld | Silver | Brons | Totalt |
| -- | ---------------- | ---- | ------ | ----- | ------ |
| 1  | England          | 29   | 20     | 24    | 73     |
| 2  | Kanada           | 17   | 25     | 9     | 51     |
| 3  | Australien       | 8    | 4      | 2     | 14     |
| 4  | Sydafrika        | 7    | 10     | 5     | 22     |
| 5  | Skottland        | 5    | 4      | 17    | 26     |
| 6  | Nya Zeeland      | 1    | 0      | 2     | 3      |
| 7  | Brittiska Guyana | 1    | 0      | 0     | 1      |
| 8  | Wales            | 0    | 3      | 3     | 6      |
| 9  | Nordirland       | 0    | 1      | 2     | 3      |
| 10 | Jamaica          | 0    | 1      | 1     | 2      |
| 11 | Sydrhodesia      | 0    | 0      | 2     | 2      |
| 12 | Indien           | 0    | 0      | 1     | 1      |

### Fotnoter
1. ↑  ”1934 British Empire Games” (på engelska). Samväldesspelsfederationen. Arkiverad från originalet den 26 juli 2017. https://web.archive.org/web/20170726082544/http://www.thecgf.com/games/intro.asp. Läst 19 juli 2017.